# Arcidiocesi di Przemyśl

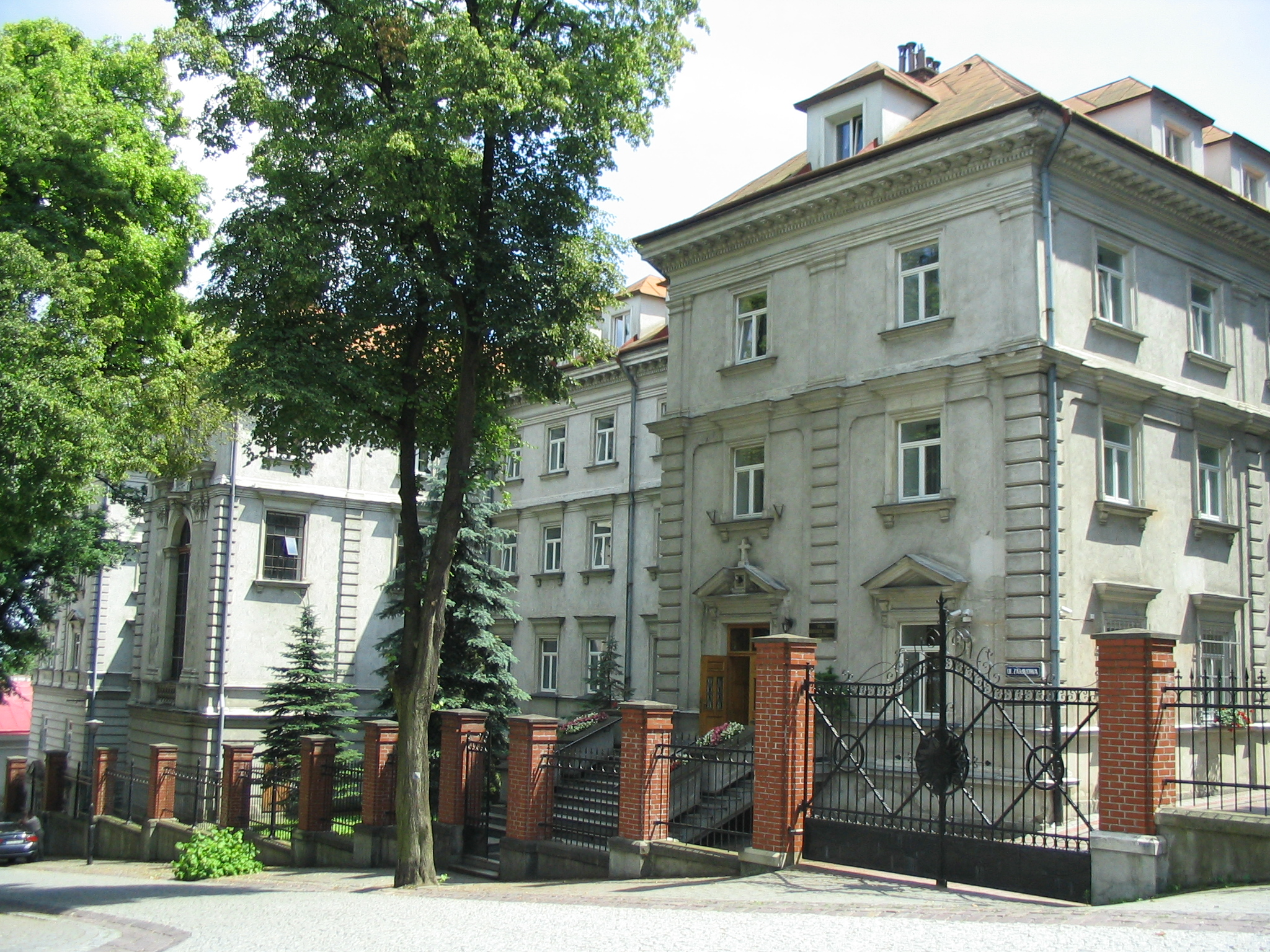
Il seminario di Przemyśl.

L'arcidiocesi di Przemyśl (in latino Archidioecesis Premisliensis Latinorum) è una sede metropolitana della Chiesa cattolica in Polonia. Nel 2021 contava 726.760 battezzati su 822.430 abitanti. È retta dall'arcivescovo Adam Szal.

## Territorio
L'arcidiocesi comprende la parte sud-orientale del Voivodato della Precarpazia.
Sede arcivescovile è la città di Przemyśl, dove si trova la basilica cattedrale dedicata all'Assunzione di Maria Vergine e a San Giovanni Battista. In diocesi sorgono anche l'ex cattedrale del Sacro Cuore di Gesù e di Santa Teresa di Gesù Bambino, sempre a Przemyśl, e 7 basiliche minori: la basilica dello Spirito Santo a Przeworsk, la basilica di Santa Maria Addolorata a Jarosław, la basilica della Trasfigurazione del Signore a Brzozów, la basilica della Santissima Trinità a Krosno, la basilica dell'Assunzione della Beata Vergine Maria a Stara Wieś, la basilica dell'Invenzione della Santa Croce a Kalwaria Pacławska, nel comune di Fredropol, la basilica dell'Annunciazione della Beata Vergine Maria a Leżajsk.
Il territorio è suddiviso in 41 decanati e in 391 parrocchie.

## Storia
Incerte sono le origini della diocesi di Przemyśl nella Rutenia Rossa; la maggior parte degli autori ritiene sia stata fondata all'epoca di Jurij II di Galizia, prima ancora che Casimiro il Grande incorporasse il territorio nella Polonia (1340).
I primi vescovi comunque non furono vescovi residenziali, ma vescovi titolari: Iwan fu nominato da papa Clemente VI (tra il 1342 e il 1352) e morì nel 1352; Mikołaj Rusin, ordinato vescovo ad Avignone, ricevette nel 1354 l'ordine di partire per la Polonia, ma, come il suo predecessore, non raggiunse mai Przemyśl, avendo assunto l'ufficio di vescovo ausiliare nell'arcidiocesi di Gniezno.
Il 14 luglio 1372 Gregorio XI costituì una commissione di vescovi con l'incarico di indagare se la chiesa di Przemyśl avesse effettivamente i diritti di chiesa cattedrale. La medesima indagine fu richiesta anche per le sedi di Halyč, Lodomeria e Chełm. Evidentemente nella Curia pontificia non era chiaro se queste diocesi fossero reali, canonicamente istituite, o invece solo delle sedi titolari. L'inchiesta confermò che queste diocesi erano sedi episcopali residenziali. Il 13 febbraio 1375, con la bolla Debitum pastoralis officii, Gregorio XI ribadì le conclusioni della commissione pontificia da lui istituita, e cioè che queste ecclesias fuisse et esse Cathedrales. Ma, per eliminare ogni dubbio, il papa eresse nuovamente tutte queste diocesi (ipsas ecclesias ad cautelam de novo in cathedrales erigimus), sottomettendole alla provincia ecclesiastica di Halyč.
Nel 1412/1414 la sede di Halyč fu traslata a Leopoli, mantenendo Przemyśl come suffraganea.
Dal 1772 il territorio della diocesi si trovò a far parte dell'Impero austriaco e fu soggetto alla politica di ingerenza negli affari religiosi nota con il nome di giuseppinismo, che comportò la chiusura di trentuno monasteri e dei seminari diocesani (il seminario fu riaperto nel 1819).
Durante la Seconda guerra mondiale la diocesi e i suoi abitanti dovettero molto patire per l'occupazione sovietica prima (1939-1941) e tedesca poi (1941-1944). In questo periodo saranno arrestati 90 sacerdoti. I sovietici distrussero le biblioteche del seminario e del capitolo. I tedeschi confiscarono 200 campane. Al termine della guerra, in seguito alla revisione dei confini fra Polonia e Unione Sovietica, la diocesi perse ad oriente circa un terzo del suo vasto territorio e i polacchi che risiedevano oltre confine furono trasferiti più ad occidente. Dopo il 1945 furono chiusi tutti i monasteri, confiscati molti edifici delle istituzioni cattoliche e delle parrocchie e le proprietà della diocesi (diverse migliaia di ettari di campi e boschi).
Il 25 marzo 1992, nell'ambito della riorganizzazione delle diocesi polacche voluta da papa Giovanni Paolo II con la bolla Totus tuus Poloniae populus, ha ceduto una porzione del suo territorio a vantaggio dell'erezione della diocesi di Rzeszów, altre porzioni di territorio alla diocesi di Sandomierz e contestualmente è stata elevata al rango di arcidiocesi metropolitana.

## Cronotassi dei vescovi
Si omettono i periodi di sede vacante non superiori ai 2 anni o non storicamente accertati.
- Iwan, O.F.M. † (? - 1351 deceduto)
- Mikołaj Rusin, O.P.  † (18 gennaio 1353 - 1375 deceduto)
- Eryk z Winsen, O.F.M. † (13 aprile 1377 - 8 settembre 1391 deceduto)
- Maciej Janina, O.F.M. † (28 ottobre 1392 - 17 giugno 1419 deceduto)
- Janusz z Lubienia † (21 agosto 1420 - 20 marzo 1435 deceduto)
- Piotr z Chrząstowa † (9 marzo 1436 - 19 gennaio 1452 deceduto)
- Mikołaj z Błażejowa † (11 agosto 1452 - 21 dicembre 1474 deceduto)
  - Andrzej Oporowski † (5 ottobre 1476 - 1º ottobre 1479 nominato vescovo) (amministratore apostolico)
- Andrzej Oporowski † (1º ottobre 1479 - 12 ottobre 1481 nominato vescovo di Cuiavia-Pomerania)
- Piotr Moszyński † (10 dicembre 1481 - 20 ottobre 1483 nominato vescovo di Cuiavia-Pomerania)
- Jan Kaźmierski † (10 maggio 1484 - 18 novembre 1485 deceduto)
- Jan z Targowiska † (26 maggio 1486 - 1º giugno 1492 deceduto)
  - Jan Brandis † (3 settembre 1492 - ? dimesso) (vescovo eletto)
- Mikołaj Krajowski † (29 aprile 1493 - 13 aprile 1498 deceduto)
  - Andrzej Boryszewski † (1º febbraio 1501 - 18 dicembre 1503 nominato arcivescovo di Gniezno) (amministratore apostolico)
- Maciej Drzewicki † (21 ottobre 1504 - 4 novembre 1513 nominato vescovo di Cuiavia)
- Piotr Tomicki † (29 maggio 1514 - 22 giugno 1520 nominato vescovo di Poznań)
- Rafał Leszczyński † (5 gennaio 1521 - 8 giugno 1523 nominato vescovo di Płock)
- Andrzej Krzycki † (8 giugno 1523 - 29 aprile 1527 nominato vescovo di Płock)
- Jan Karnkowski † (29 aprile 1527 - 4 agosto 1531 nominato vescovo di Cuiavia)
- Beato Jan Chojeński † (4 agosto 1531 - 27 ottobre 1535 nominato vescovo di Płock)
- Piotr Gamrat † (27 ottobre 1535 - 17 agosto 1537 nominato vescovo di Płock)
- Stanisław Tarło † (17 agosto 1537 - 14 dicembre 1544 deceduto)
- Jan Dzieduski † (8 giugno 1545 - 28 luglio 1559 deceduto)
- Filip Padniewski † (26 gennaio 1560 - 17 luglio 1560 nominato vescovo di Cracovia)
- Walenty Herburt † (4 settembre 1560 - 7 luglio 1572 deceduto)
  - Sede vacante (1572-1575)
- Łukasz Kościelecki † (5 dicembre 1575 - 4 marzo 1577 nominato vescovo di Poznań)
- Wojciech Staroźrebski Sobiejuski † (11 dicembre 1577 - gennaio 1580 deceduto)
  - Sede vacante (1580-1583)
- Jan Boruchowski † (23 marzo 1583 - 15 aprile 1584 deceduto)
- Wojciech Baranowski † (11 febbraio 1585 - 30 gennaio 1591 nominato vescovo di Płock)
- Wawrzyniec Goślicki † (10 maggio 1591 - 19 marzo 1601 nominato vescovo di Poznań)
- Maciej Pstrokoński † (19 marzo 1601 - 5 novembre 1608 nominato vescovo di Cuiavia)
- Stanisław Sieciński † (3 agosto 1609 - 16 ottobre 1619 deceduto)
- Jan Wężyk † (17 febbraio 1620 - 13 maggio 1624 nominato vescovo di Poznań)
- Achacy Grochowski † (26 agosto 1624 - 6 ottobre 1627 nominato vescovo di Luc'k)
- Adam Nowodworski † (29 novembre 1627 - 7 aprile 1631 nominato vescovo di Poznań)
- Henryk Firlej † (28 luglio 1631 - 9 luglio 1635 nominato vescovo di Poznań)
- Andrzej Szołdrski † (13 agosto 1635 - 21 luglio 1636 nominato vescovo di Poznań)
- Piotr Gembicki † (22 settembre 1636 - 10 novembre 1642 nominato vescovo di Cracovia)
- Aleksander Trzebiński † (1º dicembre 1642 - 25 luglio 1644 deceduto)
- Paweł Piasecki † (28 novembre 1644 - 1º agosto 1649 deceduto)
- Jan Chrzciciel Zamoyski, O.P. † (9 dicembre 1649 - 19 ottobre 1654 nominato vescovo di Luc'k)
- Andrzej Trzebicki † (7 dicembre 1654 - 25 febbraio 1658 nominato vescovo di Cracovia)
- Stanisław Sarnowski † (17 giugno 1658 - 24 maggio 1677 nominato vescovo di Cuiavia)
- Jan Stanisław Zbąski † (11 ottobre 1677 - 6 dicembre 1688 nominato vescovo di Varmia)
- Jerzy Albrecht Denhoff † (19 ottobre 1689 - 9 maggio 1701 nominato vescovo di Cracovia)
- Jan Kazimierz de Alten Bokum † (18 luglio 1701 - 27 giugno 1718 nominato vescovo di Chełmno)
- Krzysztof Andrzej Jan Szembek † (15 marzo 1719 - 11 settembre 1724 nominato vescovo di Varmia)
- Alexander Antoni Pleszowice Fredro † (27 settembre 1724 - 26 aprile 1734 deceduto)
  - Sede vacante (1734-1737)
- Walenty Aleksander Czapski, O.Cist. † (11 febbraio 1737 - 20 dicembre 1741 nominato vescovo di Cuiavia)
- Wacław Hieronim Sierakowski † (25 maggio 1742 - 21 luglio 1760 nominato arcivescovo di Leopoli)
- Michał Wodzicki † (22 settembre 1760 - 1º gennaio 1764 deceduto)
- Walenty Franciszek Wężyk † (22 aprile 1765 - 25 ottobre 1766 deceduto)
- Andrzej Mikołaj Stanisław Kostka Młodziejewski † (1º dicembre 1766 - 16 maggio 1768 nominato vescovo di Poznań)
- Józef Tadeusz Kierski † (16 maggio 1768 - 16 gennaio 1783 deceduto)
- Antoni Wacław Betański † (16 gennaio 1783 succeduto - 21 gennaio 1786 deceduto)
- Antoni Gołaszewski † (24 luglio 1786 - 25 aprile 1825 deceduto)
- Jan Antoni de Potoczki † (19 dicembre 1825 - 16 maggio 1832 deceduto)
  - Sede vacante (1832-1834)
- Michał Korczyński † (23 giugno 1834 - 8 ottobre 1839 deceduto)
- Franciszek Ksawery Zachariasiewicz † (13 luglio 1840 - 12 giugno 1845 deceduto)
- Franciszek Ksawery Wierzchleyski † (27 luglio 1846 - 23 marzo 1860 nominato arcivescovo di Leopoli)
- Adam Jasiński † (23 marzo 1860 - 3 marzo 1862 deceduto)
- Antoni Józef Manastyrski † (28 settembre 1863 - 17 dicembre 1869 deceduto)
- Maciej Hirschler † (27 giugno 1870 - 27 maggio 1881 deceduto)
- Łukasz Solecki † (27 marzo 1882 - 2 marzo 1900 deceduto)
- San Józef Sebastian Pelczar † (17 dicembre 1900 - 28 marzo 1924 deceduto)
- Anatol Wincenty Nowak (Novak) † (30 settembre 1924 - 5 aprile 1933 deceduto)
- Franciszek Barda † (25 novembre 1933 - 13 novembre 1964 deceduto)
- Ignacy Marcin Tokarczuk † (3 dicembre 1965 - 17 aprile 1993 ritirato)
- Józef Michalik (17 aprile 1993 - 30 aprile 2016 ritirato)
- Adam Szal, dal 30 aprile 2016

## Statistiche
L'arcidiocesi nel 2021 su una popolazione di 822.430 persone contava 726.760 battezzati, corrispondenti all'88,4% del totale.
| anno | popolazione | popolazione | popolazione | presbiteri | presbiteri | presbiteri | presbiteri                | diaconi | religiosi | religiosi | parrocchie |
| anno | battezzati  | totale      | %           | numero     | secolari   | regolari   | battezzati per presbitero | diaconi | uomini    | donne     | parrocchie |
| ---- | ----------- | ----------- | ----------- | ---------- | ---------- | ---------- | ------------------------- | ------- | --------- | --------- | ---------- |
| 1950 | 1.200.000   | 2.000.000   | 60,0        | 764        | 642        | 122        | 1.570                     |         | 306       | 1.180     | 449        |
| 1970 | ?           | 1.360.000   | ?           | 915        | 800        | 115        | ?                         |         | 115       | 1.310     | 420        |
| 1980 | 1.485.553   | 1.524.029   | 97,5        | 982        | 872        | 110        | 1.512                     |         | 128       | 1.250     | 487        |
| 1990 | 1.636.708   | 1.646.407   | 99,4        | 1.296      | 1.126      | 170        | 1.262                     |         | 211       | 1.472     | 589        |
| 1999 | 817.976     | 820.000     | 99,8        | 967        | 793        | 174        | 845                       |         | 220       | 1.161     | 377        |
| 2000 | 818.947     | 822.000     | 99,6        | 953        | 777        | 176        | 859                       |         | 244       | 1.170     | 381        |
| 2001 | 817.266     | 820.000     | 99,7        | 958        | 780        | 178        | 853                       |         | 251       | 1.188     | 384        |
| 2002 | 812.667     | 815.000     | 99,7        | 961        | 783        | 178        | 845                       |         | 248       | 1.190     | 384        |
| 2003 | 813.841     | 820.000     | 99,2        | 980        | 802        | 178        | 830                       |         | 247       | 1.195     | 384        |
| 2004 | 763.352     | 780.000     | 97,9        | 983        | 807        | 176        | 776                       |         | 238       | 1.122     | 383        |
| 2013 | 756.006     | 784.454     | 96,4        | 1.043      | 874        | 169        | 724                       |         | 215       | 1.097     | 388        |
| 2016 | 745.512     | 795.969     | 93,7        | 1.049      | 879        | 170        | 710                       |         | 206       | 1.057     | 390        |
| 2019 | 735.000     | 814.000     | 90,3        | 1.057      | 894        | 163        | 695                       |         | 187       | 906       | 391        |
| 2021 | 726.760     | 822.430     | 88,4        | 1.045      | 846        | 199        | 695                       |         | 237       | 840       | 391        |